# Deinbollia insignis
Deinbollia insignis là một loài thực vật có hoa trong họ Bồ hòn. Loài này được Hook.f. mô tả khoa học đầu tiên năm 1849.